# Троицкий проспект (Архангельск)
Троицкий проспект (с 1920 по 1993 год — проспект Павлина Виноградова, до 1854 года — северная часть проспекта именовалась Дворянским проспектом, а южная — Купеческим проспектом; в более ранние времена имел название Средний проспект) — центральная улица Архангельска, центральная городская магистраль. Тянется от площади Профсоюзов на юге до улицы Гагарина на севере, повторяя изгиб Северной Двины; проходит практически через всю центральную часть города. Именно на этой улице располагается большинство административных зданий областных и городских органов власти, здание Медицинского университета, а также городской Театр Драмы и Архангельский областной театр кукол.

## Пересекает или соприкасается
От площади Профсоюзов в сторону Соломбалы:
- Площадь Профсоюзов
- Улица Иоанна Кронштадтского
- Улица Серафимовича
- Улица Володарского
- Поморская улица
- Улица Карла Либкнехта
- Воскресенская улица
- Площадь Ленина
- Улица Свободы
- Улица Северных конвоев
- Площадь Мира
- Улица Петра Норицына
- Улица Карла Маркса
- Улица Попова
- Улица Логинова
- Садовая улица
- Улица Гайдара
- Вологодская улица
- Улица Федота Шубина
- Улица Суворова
- Комсомольская улица
- Проезд Выборного
- Улица Гагарина

## История
Проспект получил своё название от некогда стоявшего на нём Троицкого Кафедрального Собора, который располагался недалеко от того места, где сейчас стоит здание городского драмтеатра им. М. В. Ломоносова. Собор был построен в конце XVIII века, начал действовать в 1805 году, и по мнению специалистов являлся «одним из самых светлых и красивых соборов в России». В советское время собор, как и многие другие культовые сооружения города, был уничтожен. Решение о сносе собора было принято 13 сентября 1928 года, а разрушен собор был в 1929 году.
Прежние названия были связаны с расположением строений на проспекте во времена XVII—XIX веков (в северной части — административные здания и особняки дворян — потому именовался Дворянским проспектом, в южной — торговые дома и купеческие лавки — потому назывался Купеческим проспектом), а также с расположением самого проспекта в пределах города — проспект располагался как раз между пограничными Набережной и Въезжей дорогой (ныне проспект Ломоносова), и поэтому именовался Средним.
В период с 1920 по 1993 год, проспект носил имя Павлина Федоровича Виноградова (1890—1918) — участника гражданской войны на Севере, организатора обороны Архангельска против сил интервентов. В августе 1918 года он сформировал Северо-Двинскую речную военную дивизию, одержавшую первую победу над силами интервентов в районе Двинского Березника.

## Транспорт
Троицкий проспект — крайне оживлённая магистраль, на всём своём протяжении. Дорога имеет четыре полосы. Существуют серьёзные проблемы с пробками в районе от морского-речного вокзала до площади Ленина. Из общественного транспорта по проспекту ездит множество автобусных маршрутов (1, 6, 9, 11, 12, 42, 44, 53, 54, 60, 61, 65, 75, 76 и т. д.). Ранее осуществлялось движение трамваев 1, 2, 5 (1916—2004), но после ликвидации соответствующих станций и демонтажа рельс, более не осуществляется.

## Памятники культуры, расположенные на проспекте
- № 1, Сурское подворье Иоанно-Богословского монастыря, 1906—1907[1][2]
- № 14, Дом купца И. С. Ульяновского, 1910
- Возле здания № 45, Обелиск Севера
- Возле здания № 57, Памятник Павлину Виноградову
- № 58, Городская усадьба В. П. Карпова, 1830-е
- № 60, Соборный дом, 1825
- № 62, Дом Лемяхова С. Д., первая половина XIX века
- № 91, Дом Шарвина Н. О., середина XIX века
- № 133 и 135, Казённые винные склады, комплекс, 1899—1905